# Wikipédia en anglais simple
Wikipédia en anglais simple (en anglais : Simple English Wikipedia) est une édition de l'encyclopédie en ligne Wikipédia écrite en anglais simple ou spécial. L'édition est lancée le 18 septembre 2001. Son code est : simple.
Au 21 mars 2025, l'édition en anglais simple contient 266 214 articles et compte 1 571 628 contributeurs, dont 1 502 contributeurs actifs et 20 administrateurs.
Le site met en avant une encyclopédie spécialement fondée pour « des étudiants, des enfants ou des adultes ayant des difficultés de compréhension et pour ceux qui souhaiteraient apprendre l'anglais ».

## Description
L'anglais simple tel qu'il est recommandé aux auteurs de cette Wikipédia doit utiliser essentiellement des mots très communs, tout en évitant les mots trop polysémiques. Toutes les expressions idiomatiques, métaphores courantes pour les anglophones natifs, sont également déconseillées. En matière de grammaire, la voix passive doit être bannie.
En revanche, il n'est pas question, comme pour l'anglais basic, d'autoriser à fabriquer des mots simples n'existant pas en anglais, ou des expressions vraiment choquantes pour un anglophone de naissance. Ainsi tears (« larmes ») ne doit pas être remplacé par drops from eyes (« gouttes des yeux »).
Il n'est pas forcément conseillé de préférer les mots courts. Par exemple, il est conseillé de remplacer like (quand il est employé pour dire « comme ») par similar to (« similaire à ») à cause des multiples sens du mot like.
La simplification s'applique aussi bien au texte de la Wikipédia qu'aux messages à destination des rédacteurs. Les featured articles (« articles de qualité » dans le jargon de Wikipédia en français) y sont appelés Very Good Articles.

## Statistiques
- En juin 2012, le site contient plus de 84 000 pages et plus de 242 000 utilisateurs enregistrés, dont 792 d'entre eux sont des utilisateurs actifs[5].
- En juin 2013, le site atteint 100 000 articles et plus de 293 000 d'utilisateurs enregistrés, dont 775 actifs[5].
- Le 20 septembre 2022, elle contient 218 664 articles et compte 1 233 192 contributeurs, dont 1 095 contributeurs actifs et 18 administrateurs.
- Le 13 août 2024, elle contient 255 229 articles et compte 1 487 847 contributeurs, dont 1 379 contributeurs actifs et 17 administrateurs.